# Alliance Party of Northern Ireland
Die Alliance Party of Northern Ireland (Alliance) ist eine überkonfessionelle und liberale Regionalpartei in Nordirland.

## Parteigeschichte und Entwicklung
Die Alliance Party of Northern Ireland wurde 1970, auf einem Höhepunkt des Nordirlandkonflikts gegründet, mit dem Ziel, eine nicht konfessionsgebundene politische Partei in den verhärteten Fronten in Nordirland zu etablieren. Die Partei unterstützt die Union mit Großbritannien, solange die Mehrheit der Bevölkerung dieser zustimmt. Die Partei steht aber auch für formale Verflechtungen Nordirlands mit der Republik Irland. In den Verhandlungen um das Karfreitagsabkommen war die Alliance Party eingebunden und warb für eine Zustimmung bei dem darauf folgenden Referendum.
In der britischen Politik orientiert sich die Partei an den Liberal Democrats, auf internationaler Ebene ist sie Mitglied der Liberalen Internationalen und assoziiertes Mitglied der ALDE-Partei. Die Partei setzt auf langfristige Trends, und zwar zum einen auf den Umstand, dass sich Wähler bei ihrer Wahlentscheidung zukünftig zunehmend immer weniger an religiösen oder konfessionellen Bindungen orientieren werden und zum anderen, dass es immer mehr Wähler geben wird, die aus Kulturkreisen außerhalb Nordirlands oder sogar Europas stammen (z. B. Einwanderer aus dem Commonwealth), die sich durch die regionalen konfessionellen Parteien nicht angesprochen fühlen.
Mit Anna Lo zog bei den Wahlen 2007 erstmals eine gebürtige Chinesin für die Alliance in ein europäisches Parlament ein. Die aus Hongkong stammende Abgeordnete hat im Süden der Hauptstadt Belfast ihren Wahlkreis. Bei den Wahlen zur Northern Ireland Assembly kam die Partei im Jahr 2003 bei einem vorläufigen Tiefpunkt mit nur 3,7 % der Stimmen und 6 von 108 Mandaten an. Seither konnte sie Stimmen- und Mandatsanteil aber wieder langsam steigern. Bei den Britischen Unterhauswahlen am 6. Mai 2010 gewann die Alliance mit Naomi Long erstmals einen Sitz im Parlament in Westminster. Long besiegte in ihrem Wahlkreis Belfast East den Ersten Minister für Nordirland Peter Robinson von der Democratic Unionist Party, der das Mandat dort seit 1979 innegehabt hatte, aber durch eine Affäre angeschlagen war. Das Mandat ging bei der folgenden Unterhauswahl 2015 allerdings wieder verloren. Bei der Wahl zur Nordirland-Versammlung im Mai 2016 erreichte die Alliance 7,0 % der Stimmen und acht Sitze. Bei der vorgezogenen Neuwahl der Nordirland-Versammlung 2017 gewann die Alliance 9,1 % der Stimmen, was ihr bislang bestes Ergebnis seit 1998 war. Bei der Unterhauswahl 2019 gewann die Alliance mit dem Wahlkreis North Down wieder ein Mandat und konnte auch ihren Stimmenanteil im Kontext der Debatten um den „Brexit“ erheblich steigern.
Die Alliance war längere Zeit als einzige überkonfessionelle Partei in der nordirischen Regierung vertreten, wo sie mit dem Parteivorsitzenden David Ford den Justizminister und mit Stephen Farry den Minister für Arbeit und Lernen stellte. Nach der Wahl zur Nordirland-Versammlung 2016 verzichtete die Partei auf eine Regierungsbeteiligung, mit der Begründung, dass sie als Koalitionspartner nicht ausreichend ihre politischen Ziele umsetzen könne. An der Regierung 2020 bis 2022 war sie dann wieder personell beteiligt und stellte mit Naomi Long die Justizministerin. Bei der Wahl zur Nordirland-Versammlung 2022 konnte die Partei ihre Mandatszahl mehr als verdoppeln.

## Parteiführer
- Oliver Napier (1972–1984)
- John Cushnahan (1984–1987)
- John Alderdice (1987–1998)
- Seán Neeson (1998–2001)
- David Ford (2001–2016)
- Naomi Long (seit 2016)

## Wahlergebnisse
Die Wahlergebnisse in der folgenden Tabelle sind jeweils (auch für die gesamt-britischen Wahlen) auf Nordirland bezogen. Unterhauswahlen erfolgten durchgehend nach Mehrheitswahlrecht, Wahlen zur Nordirland-Versammlung ab 1998 und Wahlen zum Europaparlament nach Präferenzwahlrecht.
| Jahr | Wahl                        | Stimmenanteil | Sitze |
| ---- | --------------------------- | ------------- | ----- |
| 1973 | Nordirland-Versammlung 1973 | 9,2 %         | 8/78  |
| 1974 | Unterhauswahl Feb. 1974     | 3,2 %         | 0/12  |
| 1974 | Unterhauswahl Okt. 1974     | 6,4 %         | 0/12  |
| 1979 | Unterhauswahl 1979          | 11,9 %        | 0/12  |
| 1979 | Europawahl 1979             | 6,8 %         | 0/3   |
| 1982 | Nordirland-Versammlung 1982 | 9,3 %         | 10/78 |
| 1983 | Unterhauswahl 1983          | 8,0 %         | 0/17  |
| 1984 | Europawahl 1984             | 5,0 %         | 0/3   |
| 1987 | Unterhauswahl 1987          | 10,0 %        | 0/17  |
| 1989 | Europawahl 1989             | 5,2 %         | 0/3   |
| 1992 | Unterhauswahl 1992          | 8,7 %         | 0/17  |
| 1994 | Europawahl 1994             | 4,1 %         | 0/3   |
| 1997 | Unterhauswahl 1997          | 8,0 %         | 0/18  |
| 1998 | Nordirland-Versammlung 1998 | 6,5 %         | 6/108 |
| 1999 | Europawahl 1999             | 2,1 %         | 0/3   |
| 2001 | Unterhauswahl 2001          | 3,6 %         | 0/18  |
| 2003 | Nordirland-Versammlung 2003 | 3,7 %         | 6/108 |
| 2004 | Europawahl 2004             | 6,6 %         | 0/3   |
| 2005 | Unterhauswahl 2005          | 3,9 %         | 0/18  |
| 2007 | Nordirland-Versammlung 2007 | 5,2 %         | 7/108 |
| 2009 | Europawahl 2009             | 5,5 %         | 0/3   |
| 2010 | Unterhauswahl 2010          | 6,4 %         | 1/18  |
| 2011 | Nordirland-Versammlung 2011 | 7,7 %         | 8/108 |
| 2014 | Europawahl 2014             | 7,1 %         | 0/3   |
| 2015 | Unterhauswahl 2015          | 8,6 %         | 0/18  |
| 2016 | Nordirland-Versammlung 2016 | 7,0 %         | 8/108 |
| 2017 | Nordirland-Versammlung 2017 | 9,1 %         | 8/90  |
| 2017 | Unterhauswahl 2017          | 7,9 %         | 0/18  |
| 2019 | Europawahl 2019             | 18,5 %        | 1/3   |
| 2019 | Unterhauswahl 2019          | 16,8 %        | 1/18  |
| 2022 | Nordirland-Versammlung 2022 | 13,5 %        | 17/90 |
| 2024 | Unterhauswahl 2024          | 15,0 %        | 1/18  |